# Цісар
Ці́сар, ке́сар або ка́йзер (від лат. caesar через нім. Kaiser та староцерк.-слов. цѣсарь) — імператорський титул. В українській мові цісарем називають переважно імператора Австро-Угорщини, а кайзером — імператора Другого Рейху. Щодо імператора Священної Римської Імперії в українській мові вживаються всі три назви. Під кесарем розуміється головно давньоримський імператор.
Німецькою слово кайзер означає імператор взагалі та застосовується в німецькомовних країнах до імператорів всіх часів і народів. Аналогічно в українській мові слова цісар та кесар можуть означати будь-якого імператора чи монарха взагалі.
Дружина цісаря зветься цісаре́ва, син — цісаревич, донька — цісарівна. Останні два титули використовували в Російській Імперії спадкоємці престолу.
Також кайзером Риму (тур. Kayser-i Rum) себе вважали османські султани після завоювання Константинополя.

## В Україні-Русі
«Історія української культури» подає за Галицько-Волинським літописом, у якому докладно розповідається про похорон Володимира Васильковича, про те, як «княгиня ж його зі слугами двірськими обмила й обвила його оксамитом з мереживом, як достойно для цісаря, і положили його на сани, поставили тоді його на санях в церкві». Зібралася сім'я, «і весь город зійшовся, і бояри всі старі й молодії над ним». І далі: «Княгиня ж його безперестану, стоячи перед гробом, сльози свої проливаючи як воду, так голосячи [і промовляючи]: „Цісарю мій благий, кроткий, смиренний, справедливий. По правді наречено тебе у хрещенні ім'ям Іван. Своєю доброчесністю подобен ти йому. Багато кривд ти зазнав від своїх родичів, та не бачила я в тебе, господине, ніколи, щоб ти за їх зло яким злом воздавав, а на Бога покладаючи ти все переносив“».